# Serra de Cap de Costa
|  | No s'ha de confondre amb la masia, vegeu Masia Serra de Cap de Costa. |

La Serra de Cap de Costa és una serra situada al municipi de Puig-reig a la comarca del Berguedà, amb una elevació màxima de 656 metres.